# Richard Friberg
Richard Hans Christian Friberg, född 5 maj 1967 i Askims församling i Göteborg, är en svensk ekonom och professor i nationalekonomi vid Handelshögskolan i Stockholm. Han är make till Socialdemokraternas partiledare Magdalena Andersson.

## Biografi
Friberg avlade civilekonomexamen vid Handelshögskolan 1992. Han var Fulbright scholar vid Massachusetts Institute of Technology 1994–1995. Han disputerade vid Handelshögskolan 1997 med doktorsavhandlingen Prices, profits and exchange rate uncertainty och blev ekonomie doktor.
Friberg var Wallander-postdoktor 1998–2000, forskarassistent 2000–2001 och docent 2001–2008 vid Handelshögskolan. Han utnämndes till professor vid högskolan 2008 och innehar sedan 2009 Jacob Wallenbergs professur i nationalekonomi med särskild inriktning mot det svenska näringslivets utveckling och den ekonomiska politiken vid samma högskola. Han är prefekt för den nationalekonomiska institutionen vid Handelshögskolan sedan 2014.

### Familj
Richard Fribergs släkt härstammar från Hasslösa socken. Han är gift med Socialdemokraternas partiledare och Sveriges före detta statsminister Magdalena Andersson. De träffades på Handelshögskolan och gifte sig 1997 i närheten av Anderssons hemstad Uppsala. Paret har två barn. Andersson har beskrivit Friberg som hennes främsta bollplank i frågor om utveckling, trender och utmaningar i ekonomin.

## Utmärkelser
- 2007 – Partnerprogrammets forskarpris vid Handelshögskolan i Stockholm, med motiveringen "för hans omfattande och insiktsfulla forskning om hur individers och företags internationella handel påverkas av valutaregimen"[9].
- 2008 – Teacher of the Year av Handelshögskolans i Stockholm studentkår
- 2012 – Robert F Lanzillotti Prize for best paper in Antitrust Economics av Industrial Organization Society